# Santiaguines Tempranos (pera)
Santiaguines Tempranos, es el nombre de una variedad cultivar de pera europea Pyrus communis. Esta pera está cultivada en la colección de la Estación Experimental Aula Dei (Zaragoza). Esta pera también está cultivada en diversos viveros entre ellos algunos dedicados a conservación de árboles frutales en peligro de desaparición. Esta pera variedad muy antigua es originaria de España, en Herrera de Pisuerga Palencia (comunidad autónoma de Castilla y León), y tuvo su mejor época de cultivo comercial antes de la década de 1960, y actualmente en menor medida aún se encuentra.

## Sinonimia
- "Santiaguines Tempranos 391".

## Historia
En España 'Santiaguines Tempranos' está considerada incluida en las variedades locales autóctonas muy antiguas, cuyo cultivo se centraba en comarcas muy definidas. Se caracterizaban por su buena adaptación a sus ecosistemas y podrían tener interés genético en virtud de su adaptación. Se encontraban diseminadas por todas las regiones fruteras españolas, aunque eran especialmente frecuentes en la España húmeda. Estas se podían clasificar en dos subgrupos: de mesa y de cocina (aunque algunas tenían aptitud mixta).
'Santiaguines Tempranos' es una variedad clasificada como de mesa, se utiliza también en la cocina, difundido su cultivo en el pasado por los viveros comerciales y cuyo cultivo en la actualidad se ha reducido a huertos familiares y jardines privados.

## Características
El peral de la variedad 'Santiaguines Tempranos' tiene un vigor medio; florece a finales de abril; tubo del cáliz grande, cubeta profunda con conducto muy ancho y muy corto.
La variedad de pera 'Santiaguines Tempranos' tiene un fruto de tamaño pequeño; forma ovoidal, sin cuello, ligeramente asimétrica, con el contorno irregularmente redondeado; piel fina, lisa, mate; color de fondo verde amarillento apagado, sin chapa, exhibe un punteado muy menudo, poco perceptible, blanquecino con aureola verdosa, ligera zona ruginosa-"russeting" alrededor del pedúnculo y en manchitas por el resto, "russeting" (pardeamiento áspero superficial que presentan algunas variedades) muy fuerte; pedúnculo largo, fino o medio, leñoso o semi-carnoso, apenas engrosado en los extremos, recto o ligeramente curvo, implantado derecho o ligeramente oblicuo, a flor de piel, cavidad peduncular nula; cavidad calicina nula o muy estrecha y superficial, mamelonada; ojo abierto o semi-cerrado, forma irregular. Sépalos erectos o doblados sobre el ojo, muy separados en la base.
Carne de color amarillo verdosa; textura de tipo blanda, jugosa, ligeramente granulosa; sabor muy aromático, alimonado, bueno; corazón pequeño, fusiforme. Eje abierto a veces ligeramente comunicado con las celdillas. Celdillas estrechas y alargadas. Semillas de tamaño pequeño, alargadas, puntiagudas, muy deprimidas, con color castaño rojizo, casi negro.
La pera 'Santiaguines Tempranos' tiene una maduración durante la primera quincena de julio (en E. E. Aula Dei de Zaragoza). Aguanta en buenas condiciones un mes de almacenamiento en un ambiente refrigerado. Se usa como pera de mesa fresca, y en cocina.